# Stapari
Stapari (izvirno srbsko Стапари) je naselje v Srbiji, ki upravno spada pod Mesto Užice; slednja pa je del Zlatiborskega upravnega okraja.

## Demografija
To naselje je, glede na rezultate popisa iz leta 2002, večinoma srbsko. V naselju živi 837 polnoletnih prebivalcev, pri čemer je njihova povprečna starost 45,5 let (43,0 pri moških in 48,2 pri ženskah). Naselje ima 330 gospodinjstev, pri čemer je povprečno število članov na gospodinjstvo 2,95.
|  |

| Demografija | Demografija     | Demografija     |
| Leto        | Št. prebivalcev | Št. prebivalcev |
| ----------- | --------------- | --------------- |
|             |                 |                 |
|             |                 |                 |
|             |                 |                 |
|             |                 |                 |
| 1948        | 1982            |                 |
| 1953        | 1890            |                 |
| 1961        | 1834            |                 |
| 1971        | 1608            |                 |
| 1981        | 1404            |                 |
| 1991        | 1181            | 1171            |
| 2002        | 984             | 974             |
|             |                 |                 |

| Etnična sestava po popisu iz leta 2002 | Etnična sestava po popisu iz leta 2002 | Etnična sestava po popisu iz leta 2002 | Etnična sestava po popisu iz leta 2002 | Etnična sestava po popisu iz leta 2002 |
| -------------------------------------- | -------------------------------------- | -------------------------------------- | -------------------------------------- | -------------------------------------- |
| Srbi                                   | Srbi                                   |                                        | 972                                    | 99,79%                                 |
| Črnogorci                              | Črnogorci                              |                                        | 1                                      | 0,10%                                  |
| Jugoslovani                            | Jugoslovani                            |                                        | 1                                      | 0,10%                                  |
| Neznano                                | Neznano                                |                                        | 0                                      | 0,0%                                   |